# Canthylidia intacta
Canthylidia intacta là một loài bướm đêm trong họ Noctuidae.